# Масельгское общество
 Масельгское общество  — сельское общество, входившее в состав Богоявленской волости Повенецкого уезда Олонецкой губернии.
Общество объединяло населённые пункты, расположенные возле деревни Масельга, на озере Сегозере и на территориях, прилегающих к ним.
В настоящее время территория общества относится к Медвежьегорскому району Карелии.
Согласно «Списку населённых мест Олонецкой губернии по сведениям за 1905 год» общество состояло из следующих населённых пунктов:
| Номер по порядку | Название населённого пункта | Название реки или озера, на котором расположено поселение | Расстояние до уездного города в верстах |
| 4055             | 1. Масельга                 | Оз. Сегозере                                              | 69                                      |
| 4056             | 2. Петель-неволок           | Оз. Сегозере                                              | 71                                      |
| 4057             | 3. Листегуба                | Оз. Сегозере                                              | 82                                      |
| 4058             | 4. Евгора                   | Ламбе Евгорской                                           | 85                                      |
| 4059             | 5. Лосина гора              | Ламбе Моки                                                | 82                                      |
| 4060             | 6. Кяргозеро                | Оз. Кяргозере                                             | 102                                     |